# Discographie de Lone
La discographie de Lone comprend l'ensemble des disques publiés par Matt Cutler durant sa carrière. Elle débute en 2006 avec le duo Kids in Tracksuit et continue encore aujourd'hui principalement sous le pseudonyme Lone.

## Albums
Le premier album de Lone paraît en 2007 sur le label belge vu-us. Parmi le peu de critiques auxquelles sa faible diffusion l'expose, Sputnikmusic en fait un album à part, différent mais tout aussi « mystique et enchanteur que le reste de sa discographie ». Remarquant sa filiation avec Boards of Canada et peut-être Clark, l'agrégateur souligne un certain manque de personnalité ainsi qu'une qualité de production un peu faible, mais insiste sur la présence de tous les éléments oniriques et psychédéliques que Lone développera par la suite, formant ainsi pour sa carrière un « début éclectique et cohérent ».
Paru une première fois en CD le 4 août 2008, puis remasterisé et adjoint de versions vinyle et numérique le 26 juin 2015 chez R&S Records, Dealmaker ayant fermé ses portes en 2010, Lemurian profite d'une distribution bien plus large que son prédécesseur. Son titre évoque le continent légendaire de la Lémurie. Cutler se souvient d'une composition intuitive et sans pression, à une époque où la musique n'était encore pour lui qu'un « hobby ». L'album rencontre un grand succès et lui permet de quitter son emploi et de rencontrer Actress (en), patron de son label suivant Werk Discs.
Avec Lemurian Lone affirme son style, toujours très inspiré par Boards of Canada mais cette fois aussi de Madlib et J Dilla comme le souligne notamment Pitchfork, lequel n'en voit pas moins un travail « convaincant » et même « irrésistible ». De même Sputnikmusic loue derrière ses influences un disque au style finalement personnel, « relaxant » et qui distille une « atmosphère surréelle et plaisante ». Dans une analyse similaire, le blog Les Chroniques Automatiques évoque encore Prefuse 73 et l'album Duntisbourne Abbots Soulmate Devastation Technique de µ-Ziq, définissant Lemurian comme « super beau, un peu candide, un peu bucolique, un peu mélancolique ». Dans le même ordre d'idées, SLUG Magazine (en) parle d'un album « spécialement beau », et FACT d'un « classique », « pratiquement parfait ».
Repéré par Actress (en), Lone publie son troisième album sur son label Werk Discs le 1er décembre 2009. Toujours aussi teinté d'onirisme, le disque paraît en outre influencé par la soul, le hip-hop et la house. Resident Advisor parle également de sonorités « rayonnantes », et de réminiscences de jeux vidéo rétro comme Sonic the Hedgehog : « une collision toute-puissante entre idées et palettes sonores ». FACT tente pour sa part un parallèle avec Flying Lotus, Nosaj Thing, Lukid (en) et Paul White (en), tandis que Sputnikmusic note surtout une plus grande indépendance vis-à-vis de Boards of Canada, une tendance affirmée au psychédélisme et des rythmes plus subtils qu'à l'accoutumée.
Mais l'agrégateur regrette aussi certains aspects répétitifs, qui rendent selon lui le disque moins « définitif » que Lemurian. Un avis partagé par beaucoup, comme dMute qui, s'il en fait un « panache détonant et déroutant, mais incroyablement prenant », lui avoue également une trop forte « linéarité ». Idem pour le blog Chroniques Électroniques, qui n'hésite pas à parler même d'un album « décevant ». Plus neutre, PopMatters y voit le travail « le plus expérimental et cohérent » de Lone, mais où la palpable facilité laisse à penser qu'il aurait pu être encore meilleur.

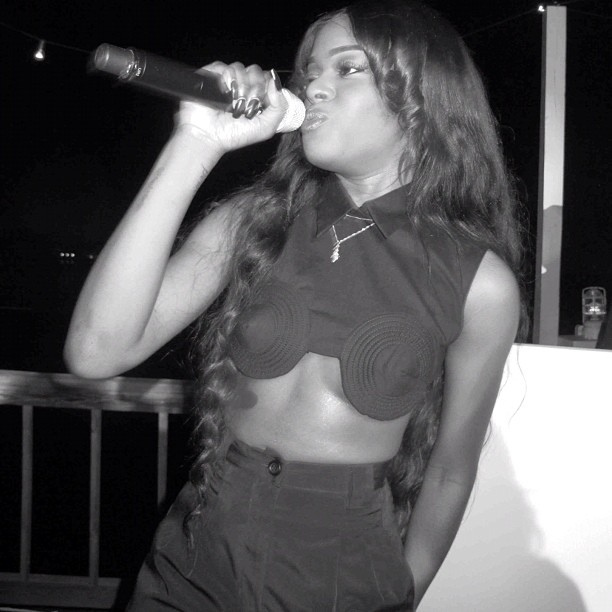
Azealia Banks

Le quatrième album de Lone paraît sur son label Magicwire le 29 novembre 2010. Ne contenant que huit titres, il marque un virage dansant, house voire techno, qui inspire par exemple à Pitchfork un parallèle avec Underground Resistance, notamment le morceau Jupiter Jazz tiré de World 2 World. Le magazine, qui qualifie le disque d'« excitant et sensuel », le trouve surtout nettement plus abouti et soigneux que ses prédécesseurs. Un luxe de détails teinté d'influences venues de Détroit que remarque également Resident Advisor.
Les critiques sont d'ailleurs généralement excellentes. Emerald Fantasy Tracks marque l'aboutissement de sa « plus fructueuse année » selon FACT. Il atteint selon Sputnikmusic un niveau inédit pour Cutler, développant sa musique la « plus riche à ce jour ». L'agrégateur voit dans l'album une « expérience intéressante en profondeur » dont il souligne la richesse, malgré une formule rythmique un peu « répétitive ». Du côté des blogs, dMute parle d'un « disque percussif, coloré et ludique, mais surtout beaucoup trop court », quand Les Chroniques Automatiques s'enthousiasme pour le mélange « allégresse et mélancolie », « génial, beau et jouissif ».
La piste Aquamarine sera reprise quatre ans plus tard par la chanteuse R'n'B Azealia Banks dans son titre Count Contessa. Ce n'est pas le premier sample de Lone pour Banks puisqu'elle avait déjà utilisé Pineapple Crush pour son morceau Liquorice.
Lone publie son cinquième album le 30 avril 2012 sur le label R&S Records. Il explique l'avoir voulu « le plus coloré possible », le visualisant comme dans une « forêt tropicale, la nuit à regarder les étoiles, à regarder l'espace à partir du sol et en être ébloui ». La pochette, classée parmi les vingt meilleures de l'année par Pitchfork, est signée Konx-Om-Pax (en), lui-même compositeur de musique électronique, et graphiste déjà à l’œuvre pour Hudson Mohawke, Rustie et Oneohtrix Point Never. La sortie s'accompagne quelques mois plus tard de plusieurs inédits : AM Portal, Lenticular Cloud, Dream Ache, Ghost Channel et +_O.
Galaxy Garden apparaît pour la plupart comme une suite à la fois logique et encore plus poussée d'Emerald Fantasy Tracks. Chacun remarque comme Lone s'y applique à creuser ses inspirations et à perfectionner son style. BBC, qui en fait un des meilleurs albums dansants de l'année, dresse d'un morceau à l'autre différents parallèles avec Oriol, FaltyDL ou encore Zomby (en). Alors que Cutler lui-même l'estime « influencé par rien », certains comme Sputnikmusic et le blog NoRipchord voient là une dispersion qui nuit au disque,. Pour FACT, la qualité des arrangements masque un certain manque de force musicale, qui « pourra diviser les fans ».

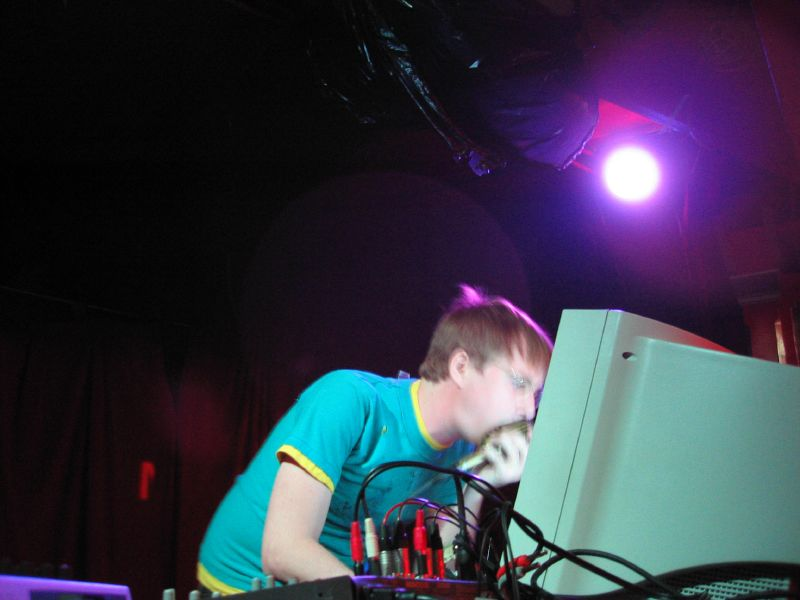
Machinedrum

Mais dans l'ensemble, le disque reçoit encore des critiques très positives. Il est pour Drowned in Sound « l'album que Lone a toujours promis ». Son mélange d'approfondissement et d'expérimentations enchante XLR8R, tandis que Pitchfork lui accorde sa Mention Honorable, voyant dans chaque titre une « merveille maximaliste dans un déguisement minimaliste ». Clash s'enthousiasme pour la combinaison de dynamisme et d'« esthétique flamboyante », Exclaim! et Resident Advisor pour les textures enrichies et les collaborations avec Machinedrum (dont Cthulhu qui fait référence au personnage de H.P. Lovecraft) et avec la chanteuse Anneka,. Le single Crystal Caverns 1991 est même pour Beats per Minute (en) « la meilleure chose que Lone ait jamais faite ». Même son de cloche du côté des blogs : The 405 lui alloue un 8/10, touché par le mélange de passé et de futur, tandis que pour Goûte Mes Disques il réserve ce que Cutler a « de plus intense et de plus coloré dans les tripes de ses boîtes à rythmes ».
Après des débuts influencés par Madlib et J Dilla puis un virage progressif vers des musiques plus dansantes, Lone tente de mélanger les deux dans son deuxième LP pour R&S Records. Comme il le dit lui-même, « il voulait faire un album qui aurait des rythmiques à la fois hip-hop et house, mais sans qu'elles ne soient complétement distinctes, qu'elles partagent la même atmosphère ». Pour paraphraser Tsugi, le résultat « tient de la synthèse stylistique plus que du manifeste artistique ». Mais pour FACT, Cutler « recherche la diversité dans l'unité ». De nombreuses références sont ainsi citées par la presse, aussi diverses que Bibio, Derrick May, les compositeurs japonais Geinoh Yamashirogumi et Kenji Kawai, Aphex Twin, Brian Eno, Jungle Brothers, Dabrye, Plaid ou même CeCe Peniston et Soho (en).
Précédé des sorties indépendantes de Airglow Fires, Begin to Begin et 2 Is 8, Reality Testing sort le 16 juin 2014. Son titre dresse un parallèle entre un rêve qu'on essaie de rendre lucide et les efforts de Cutler pour s'extraire de sa zone de confort musical. On retrouve également cette thématique dans le titre Begin to Begin, parcouru tout du long par un sample qui s'interroge « Est-ce que je dors ? Est-ce que je suis réveillé ? » (Am I sleeping? Am I awake?). L'album bénéficie de clips pour Aurora Northern Quarter puis Restless City, et de la publication séparée d'une inédite, Life Time Loop.
Reality Testing plait à la plupart : DIY s'enthousiasme pour le mélange de futurisme et d'influences passées, NME parle d'un disque « à la fois intrigant par sa nouveauté et superbement écoutable », Pitchfork de « l'une des sorties électro les plus luxueuses et abouties de l'année », musicOMH d'un « témoignage de l'habileté de Lone ». DJ Mag le classe Meilleur Album lors de ses Best Of British Awards 2014, et Cutler lui-même en fait « le truc le plus subtil qu'il ait jamais fait ». Néanmoins tout le monde n'est pas tant conquis : PopMatters trouve le disque « moins fort que ses deux ainés » Emerald Fantasy Tracks et Galaxy Garden, Clash Mag qu'il est « pris entre deux pôles », « déchiré entre deux intentions parallèles ». The Quietus le reconnaît « agréable » et « cohérent », mais « ne peut s'empêcher de le trouver faible ». Pire, Sputnikmusic y voit un « exercice timide et inoffensif » qui « tombe complètement à plat ».